# اوزواماکا آنیونو
اوزواماکا آنیونو بازیگر و نویسنده نیجریه‌ای است. آنیونو در اونیتشا متولد شد. او تاریخ و مطالعات بین‌الملل را در دانشگاه نیجریه خواند. در سال ۲۰۱۵ به انگلستان نقل مکان کرد و در دانشگاه بیرمنگام به تحصیل در رشته  نویسندگی خلاق پرداخت و مدرک کارشناسی ارشد گرفت.

## فیلم‌شناسی

### تلویزیون
- ام تی وی شوگا[۳]
- ام تی وی شوگا تنها با هم[۴]
- شایعه آن را دارد
- ریونا[۵]
- دیچه[۶]

### فیلم‌های
- پونزی[۷][۸]
- گیر کرده[۹]
- اگر[۵]
- زیپمن[۵]
- خواهر رز[۱۰]
- Ananze[۵]
- کریسمس نایجا
- مامی واتا